# MHPArena
De MHPArena is een voetbalstadion, gelegen in Stuttgart, Duitsland.
Het stadion werd in 1933 gebouwd naar een idee van Paul Bonatz en kreeg na de Tweede Wereldoorlog de naam Neckarstadion. In 1993 kreeg het de naam Gottlieb-Daimler-Stadion en sinds 30 juli 2008 heeft het stadion zijn huidige naam. In het stadion vonden aanvankelijk ook atletiekwedstrijden plaats, maar na de laatste verbouwing (2009-2011) is het uitsluitend een voetbalstadion.
In het stadion is plaats voor 60.441 toeschouwers. De voetbalclub die het stadion als haar thuishaven heeft is VfB Stuttgart.
De allereerste naoorlogse wedstrijd van Duitsland werd in het Gottlieb-Daimler-Stadion gespeeld tegen Zwitserland en zowel tijdens het wereldkampioenschap voetbal 1974 als het EK 1988 was het stadion het toneel voor een aantal wedstrijden. Het stadion was een van de twaalf stadions tijdens het wereldkampioenschap voetbal 2006. Er werden vier groepswedstrijden, een wedstrijd in de tweede ronde, een kwartfinale en de kleine finale gespeeld. Op het EK voetbal 2024 worden er vier groepswedstrijden en één kwartfinale gespeeld.
Twee keer werd de finale van het Europacup I-toernooi gespeeld in Stuttgart. In 1959 won Real Madrid met 2-0 van Stade de Reims en in 1988 werd PSV Europacup I-winnaar door Benfica te verslaan.

## Atletiek
Behalve voetbalwedstrijden vonden er tot 2009 in het stadion ook grote atletiekevenementen plaats. In 1986 werd er het Europees kampioenschap gehouden, terwijl in 1993 de mondiale top naar Stuttgart kwam voor de WK atletiek. In de periode 2006-2008 vond in het Gottlieb-Daimler-Stadion het finaleweekend van het internationale atletiekseizoen plaats.

## Interlands op het WK of EK voetbal
| 1.  | 15 juni 1974 | Polen – Argentinië      | 3 – 2      | WK 1974 Groepsfase 1e ronde (D) | 31.500 |  |  |
| 2.  | 19 juni 1974 | Argentinië – Italië     | 1 – 1      | WK 1974 Groepsfase 1e ronde (D) | 68.900 |  |  |
| 3.  | 23 juni 1974 | Polen – Italië          | 2 – 1      | WK 1974 Groepsfase 1e ronde (D) | 68.900 |  |  |
| 4.  | 26 juni 1974 | Zweden – Polen          | 1 – 2      | WK 1974 Groepsfase 2e ronde (B) | 43.755 |  |  |
| 5.  | 12 juni 1988 | Engeland – Ierland      | 0 – 1      | EK 1988 Groepsfase (B)          | 51.573 |  |  |
| 6.  | 22 juni 1988 | Sovjet-Unie – Italië    | 2 – 0      | EK 1988 Halve finale            | 61.606 |  |  |
|     |              |                         |            |                                 |        |  |  |
| 7.  | 13 juni 2006 | Frankrijk – Zwitserland | 0 – 0      | WK 2006 Groepsfase (G)          | 52.000 |  |  |
| 8.  | 16 juni 2006 | Nederland – Ivoorkust   | 2 – 1      | WK 2006 - Groepsfase (C)        | 52.000 |  |  |
| 9.  | 19 juni 2006 | Spanje – Tunesië        | 3 – 1      | WK 2006 Groepsfase (H)          | 52.000 |  |  |
| 10. | 22 juni 2006 | Kroatië – Australië     | 2 – 2      | WK 2006 Groepsfase (F)          | 52.000 |  |  |
| 11. | 25 juni 2006 | Engeland – Ecuador      | 1 – 0      | WK 2006 Achtste finale          | 52.000 |  |  |
| 12. | 8 juli 2006  | Duitsland – Portugal    | 3 – 1      | WK 2006 Troostfinale            | 52.000 |  |  |
|     |              |                         |            |                                 |        |  |  |
| 13. | 15 juni 2024 | Slovenië – Denemarken   | 1 – 1      | EK 2024 (groep C)               | 54.000 |  |  |
| 14. | 19 juni 2024 | Duitsland – Hongarije   | 2 – 0      | EK 2024 (groep A)               | 54.000 |  |  |
| 15. | 23 juni 2024 | Schotland – Hongarije   | 0 – 1      | EK 2024 (groep A)               | 54.000 |  |  |
| 16. | 29 juni 2024 | Oekraïne – België       | 0 – 0      | EK 2024 (groep E)               | 54.000 |  |  |
| 17. | 5 juli 2024  | Spanje – Duitsland      | 2 – 1 n.v. | EK 2024 (kwartfinale)           | 54.000 |  |  |